# Șeșorî, Cosău
Șeșorî (în ucraineană Шешори) este o comună în raionul Cosău, regiunea Ivano-Frankivsk, Ucraina, formată numai din satul de reședință. Este o stațiune montană în Carpații Pocuției (Ucraina). Are 2000 de locuitori și are statut de comună în raionul Cosău din regiunea Ivano-Frankovsk. Localitatea a fost fondată în secolul XV, aici găsindu-se una din cele mai vechi biserici tradiționale din lemn din Pocuția. Printre monumentele naturale de pe teritoriul comunei se numără Cascadele Argintii și Lacul Lebedelor, un mic lac montan natural, situat la altitudinea de 650 m.

## Demografie
Componența lingvistică a comunei Șeșorî
     Ucraineană (99,19%)
     Alte limbi (0,76%)
Conform recensământului din 2001, majoritatea populației comunei Șeșorî era vorbitoare de ucraineană (99,19%), existând în minoritate și vorbitori de alte limbi.